# A magyar labdarúgó-válogatott 2016. október 7-i mérkőzése
A magyar labdarúgó-válogatott 2018-as világbajnoki selejtezőjének második mérkőzését Svájc ellen, 2016. október 7-én, Budapesten, a Groupama Arénában rendezték. Ez volt a magyar labdarúgó-válogatott 911. hivatalos mérkőzése és a két válogatott egymás elleni 45. összecsapása.

## Előzmények
Eddig negyvennégyszer találkozott a két válogatott egymással. Legutóbb 2002. február 13-án Limassolban megrendezett barátságos találkozón 2–1-re kikaptunk Svájc válogatottjától. Utoljára tétmérkőzésen szintén világbajnoki-selejtezősorozaton voltunk ellenfelei egymásnak, mégpedig 1997-ben, akkor mind a zürichi odavágón, mind a budapesti visszavágón 0–0-s döntetlen eredmény született. Az összes találkozót figyelembe véve 30 magyar, 9 svájci győzelem született és 5 alkalommal döntetlen lett a mérkőzések végeredménye. A 127 magyar találatra a hellének 58-szor tudtak válaszolni.
Svájc legjobb eredményei a világbajnokságokon: háromszor jutott el a negyeddöntőig: 1934-ben, 1938-ban és 1954-ben amikor rendezőként volt jelen.

## Helyszín
A találkozót Budapesten rendezik meg, a Groupama Arénában.

## Keretek
megjegyzés: A táblázatokban szereplő adatok a mérkőzés előtti állapotnak megfelelőek.
| Magyarország                      | Magyarország        | Magyarország                     | Magyarország | Magyarország | Magyarország         | Magyarország                           |
| Poszt                             | Név                 | Születési idő és életkor         | Vál.         | Gól          | Klub                 | Utolsó válogatottság                   |
| --------------------------------- | ------------------- | -------------------------------- | ------------ | ------------ | -------------------- | -------------------------------------- |
| K                                 | Dibusz Dénes        | 1990. november 16. (25 évesen)   | 4            | 0            | Ferencváros          | 2016. 03. 26-án Horvátország ellen     |
| K                                 | Gulácsi Péter       | 1990. május 6. (26 évesen)       | 4            | 0            | RB Leipzig           | 2016. 09. 06-án Feröer ellen           |
| K                                 | Megyeri Balázs      | 1990. március 31. (26 évesen)    | 0            | 0            | Greuther Fürth       | —                                      |
| V                                 | Bese Barnabás       | 1994. május 6. (22 évesen)       | 2            | 0            | Le Havre AC          | 2016. 06. 22-én Portugália ellen       |
| V                                 | Fiola Attila        | 1990. február 17. (26 évesen)    | 17           | 0            | Videoton             | 2016. 09. 06-án Feröer ellen           |
| V                                 | Guzmics Richárd     | 1987. április 16. (29 évesen)    | 19           | 1            | Wisła Kraków         | 2016. 09. 06-án Feröer ellen           |
| V                                 | Kádár Tamás         | 1990. március 14. (26 évesen)    | 34           | 0            | Lech Poznań          | 2016. 09. 06-án Feröer ellen           |
| V                                 | Kálnoki Kis Dávid   | 1991. augusztus 6. (25 évesen)   | 0            | 0            | Újpest FC            | —                                      |
| V                                 | Korcsmár Zsolt      | 1989. január 9. (27 évesen)      | 24           | 0            | Vasas SC             | 2014. 10. 11-én Románia ellen          |
| V                                 | Korhut Mihály       | 1988. december 1. (27 évesen)    | 6            | 0            | Hapóél Beér-Seva     | 2016. 06. 22-én Portugália ellen       |
| V                                 | Lang Ádám           | 1993. január 17. (23 évesen)     | 6            | 0            | Dijon                | 2016. 09. 06-án Feröer ellen           |
| KP                                | Bognár István       | 1991. május 5. (25 évesen)       | 0            | 0            | Diósgyőri VTK        | —                                      |
| KP                                | Elek Ákos           | 1988. július 21. (28 évesen)     | 41           | 1            | Diósgyőri VTK        | 2016. 09. 06-án Feröer ellen           |
| KP                                | Kalmár Zsolt        | 1995. június 9. (21 évesen)      | 7            | 0            | RB Leipzig           | 2015. 10. 11-én Görögország ellen      |
| KP                                | Kleinheisler László | 1994. április 8. (22 évesen)     | 8            | 1            | SV Darmstadt 98      | 2016. 09. 06-án Feröer ellen           |
| KP                                | Kovács István       | 1992. március 27. (24 évesen)    | 5            | 0            | Videoton             | 2014. 11. 18-án Oroszország ellen      |
| KP                                | Nagy Ádám           | 1995. június 17. (21 évesen)     | 12           | 0            | Bologna FC           | 2016. 09. 06-án Feröer ellen           |
| KP                                | Vida Máté           | 1996. március 8. (20 évesen)     | 1            | 0            | Vasas SC             | 2016. 05. 20-án Elefántcsontpart ellen |
| CS                                | Böde Dániel         | 1986. október 24. (29 évesen)    | 14           | 4            | Ferencváros          | 2016. 06. 26-án Belgium ellen          |
| CS                                | Dzsudzsák Balázs    | 1986. december 23. (29 évesen)   | 83           | 20           | el-Vahda             | 2016. 09. 06-án Feröer ellen           |
| CS                                | Németh Krisztián    | 1989. január 5. (27 évesen)      | 27           | 3            | Al-Gharafa SC        | 2016. 09. 06-án Feröer ellen           |
| CS                                | Nikolics Nemanja    | 1987. december 31. (28 évesen)   | 21           | 3            | Legia Warszawa       | 2016. 09. 06-án Feröer ellen           |
| CS                                | Priskin Tamás       | 1986. szeptember 27. (30 évesen) | 59           | 17           | Slovan Bratislava    | 2016. 09. 06-án Feröer ellen           |
| CS                                | Stieber Zoltán      | 1988. október 16. (27 évesen)    | 16           | 3            | 1. FC Kaiserslautern | 2016. 09. 06-án Feröer ellen           |
| CS                                | Szalai Ádám         | 1987. december 9. (28 évesen)    | 37           | 9            | Hannover 96          | 2016. 09. 06-án Feröer ellen           |
| Szövetségi kapitány: Bernd Storck |                     |                                  |              |              |                      |                                        |

| Svájc                                  | Svájc                | Svájc                            | Svájc | Svájc | Svájc            | Svájc                                     |
| Poszt                                  | Név                  | Születési idő és életkor         | Vál.  | Gól   | Klub             | Utolsó válogatottság                      |
| -------------------------------------- | -------------------- | -------------------------------- | ----- | ----- | ---------------- | ----------------------------------------- |
| K                                      | Yann Sommer          | 1988. december 17. (27 évesen)   | 23    | 0     | B. Mönchengladb. | 2016. 09. 06-án Portugália ellen          |
| K                                      | Marwin Hitz          | 1987. szeptember 18. (29 évesen) | 2     | 0     | Augsburg         | 2015. 10. 12-én Észtország ellen          |
| K                                      | Roman Bürki          | 1990. november 14. (25 évesen)   | 5     | 0     | B. Dortmund      | 2016. 06. 03-án Moldova ellen             |
| V                                      | Valon Behrami        | 1985. április 19. (31 évesen)    | 63    | 2     | Watford          | 2016. 09. 06-án Portugália ellen          |
| V                                      | Johan Djourou        | 1987. január 18. (29 évesen)     | 65    | 2     | Hamburger SV     | 2016. 09. 06-án Portugália ellen          |
| V                                      | Blerim Džemaili      | 1986. április 12. (30 évesen)    | 52    | 6     | Bologna          | 2016. 09. 06-án Portugália ellen          |
| V                                      | Nico Elvedi          | 1996. szeptember 30. (20 évesen) | 1     | 0     | B. Mönchengladb. | 2016. 05. 28-án Belgium ellen             |
| V                                      | Timm Klose           | 1988. május 9. (28 évesen)       | 12    | 0     | Norwich City     | 2016. 03. 29-én Bosznia-Hercegovina ellen |
| V                                      | Stephan Lichtsteiner | 1984. január 16. (32 évesen)     | 86    | 5     | Juventus         | 2016. 09. 06-án Portugália ellen          |
| V                                      | François Moubandje   | 1990. június 21. (26 évesen)     | 8     | 0     | Toulouse B       | 2016. 06. 03-án Moldova ellen             |
| V                                      | Ricardo Rodríguez    | 1992. augusztus 25. (24 évesen)  | 41    | 0     | Wolfsburg        | 2016. 09. 06-án Portugália ellen          |
| V                                      | Fabian Schär         | 1991. december 20. (24 évesen)   | 21    | 6     | Hoffenheim       | 2016. 09. 06-án Portugália ellen          |
| V                                      | Silvan Widmer        | 1993. március 5. (23 évesen)     | 5     | 0     | Udinese          | 2016. 09. 06-án Portugália ellen          |
| KP                                     | Gelson Fernandes     | 1986. szeptember 2. (30 évesen)  | 57    | 2     | Rennes           | 2016. 09. 06-án Portugália ellen          |
| KP                                     | Fabian Frei          | 1989. január 8. (27 évesen)      | 7     | 1     | 1. FSV Mainz 05  | 2016. 06. 11-én Albánia ellen             |
| KP                                     | Renato Steffen       | 1991. november 3. (24 évesen)    | 2     | 0     | Basel            | 2016. 03. 29-én Bosznia-Hercegovina ellen |
| KP                                     | Granit Xhaka         | 1992. szeptember 27. (24 évesen) | 47    | 6     | Arsenal          | 2016. 09. 06-án Portugália ellen          |
| CS                                     | Eren Derdiyok        | 1988. június 12. (28 évesen)     | 53    | 10    | Kasımpaşa        | 2016. 09. 06-án Portugália ellen          |
| CS                                     | Breel Embolo         | 1997. február 14. (19 évesen)    | 15    | 2     | Schalke 04       | 2016. 09. 06-án Portugália ellen          |
| CS                                     | Admir Mehmedi        | 1991. március 16. (25 évesen)    | 47    | 6     | Bayer Leverkusen | 2016. 09. 06-án Portugália ellen          |
| CS                                     | Haris Seferović      | 1992. február 22. (24 évesen)    | 29    | 7     | E. Frankfurt     | 2016. 09. 06-án Portugália ellen          |
| Szövetségi kapitány: Vladimir Petković |                      |                                  |       |       |                  |                                           |

## A mérkőzés
| 2016. október 7. 20:45 (CEST) |

| Magyarország   | 2–3               | Svájc                                                              |
| -------------- | ----------------- | ------------------------------------------------------------------ |
| Szalai 53' 71' | (0–0) Jegyzőkönyv | 51' Seferović 67' Rodríguez 88' Stocker 80' Džemaili 90+2' Behrami |

| Groupama Aréna, Budapest Nézőszám: 22 000 Játékvezető: Björn Kuipers (holland) Asszisztensek: Sander van Roekel és Erwin Zeinstra |

### Az összeállítások
| Csapatszínek | Csapatszínek | Csapatszínek |
| Csapatszínek |              |              |
| Csapatszínek |              |              |
|              |              |              |
| Magyarország |              |              |

| Csapatszínek | Csapatszínek | Csapatszínek |
| Csapatszínek |              |              |
| Csapatszínek |              |              |
|              |              |              |
| Svájc        |              |              |

## Gólok és figyelmeztetések
A magyar válogatott játékosainak góljai és figyelmeztetései a selejtezősorozatban.
Csak azokat a játékosokat tüntettük fel a táblázatban, akik legalább egy gólt szereztek vagy figyelmeztetést kaptak.
A játékosok vezetéknevének abc-sorrendjében.
| Forduló             | Forduló | Forduló | Forduló | Forduló | Forduló | FRO–HUN     | HUN–SUI     | LVA–HUN     | HUN–AND     | POR–HUN     | AND–HUN     | HUN–LVA     | HUN–POR     | SUI–HUN     | HUN–FRO     |
| ------------------- | ------- | ------- | ------- | ------- | ------- | ----------- | ----------- | ----------- | ----------- | ----------- | ----------- | ----------- | ----------- | ----------- | ----------- |
| Figyelmeztetések    | Gól     |         |         |         | KM      | 2016.09.06. | 2016.10.07. | 2016.10.10. | 2016.11.13. | 2017.03.25. | 2017.06.09. | 2017.08.31. | 2017.09.03. | 2017.10.07. | 2017.10.10. |
| Fiola Attila        | 0       | 1       | 0       | 0       | 0       | Sárga lap   |             |             |             |             |             |             |             |             |             |
| Kádár Tamás         | 0       | 1       | 0       | 0       | 0       | Sárga lap   |             |             |             |             |             |             |             |             |             |
| Kleinheisler László | 0       | 1       | 0       | 0       | 0       | Sárga lap   |             |             |             |             |             |             |             |             |             |
| Szalai Ádám         | 2       | 0       | 0       | 0       | 0       |             | Gól · Gól   |             |             |             |             |             |             |             |             |
| Összesen            | 2       | 3       | 0       | 0       | 0       |             |             |             |             |             |             |             |             |             |             |

Jelmagyarázat: Helyszín: O = Otthon; I = Idegenben;
 = szerzett gólok;  = sárga lapos figyelmeztetés;  = egy mérkőzésen 2 sárga lap utáni azonnali kiállítás;  = piros lapos figyelmeztetés, azonnali kiállítás; X = eltiltás; KM = eltiltás miatt kihagyott mérkőzés

## Örökmérleg a mérkőzés után
| Magyarország |           | Svájc  |
| ------------ | --------- | ------ |
| 30           | Győzelem  | 10     |
| 5            | Döntetlen | 5      |
| 129          | Gólok     | 61     |
| 65/90        | Pontok    | 25/90  |
| 72,22%       | %         | 27,78% |

A táblázatban a győzelemért 2 pontot számoltunk el.

### Összes mérkőzés
Győzelem
      Döntetlen
      Vereség
| No.        | Dátum         | Helyszín                                 | Nézőszám | Mérkőzés             | Eredmény                     | Gólszerző(k) |
| ---------- | ------------- | ---------------------------------------- | -------- | -------------------- | ---------------------------- | --- |
| 1. (31.)   | 1911. 01. 08. | Zürich, Spielfeld Hardau                 | 3 000    | barátságos           | Svájc–Magyarország 2–0 (0–0) | Collet 51', Wyss I. 55'                                                                                                 |
| 2. (32.)   | 1911. 10. 29. | Budapest, Millenáris-pálya               | 15 000   | barátságos           | Magyarország–Svájc 9–0 (4–0) | Bíró 1', Koródy 5' 26', Schlosser 18' 56' 62' 79' 83' 85'                                                               |
| 3. (68.)   | 1918. 05. 12. | Budapest, Hungária körúti stadion        | 16 000   | barátságos           | Magyarország–Svájc 2–1 (0–0) | Schaffer 57', Schlosser 77'                                                                                             |
| 4. (83.)   | 1922. 06. 15. | Budapest, Hungária körúti stadion        | 25 000   | barátságos           | Magyarország–Svájc 1–1 (0–1) | Blum 63' ill. Merkt 19'                                                                                                 |
| 5. (90.)   | 1923. 03. 11. | Lausanne, Stade Olympique de la Pontaise | 10 000   | barátságos           | Svájc–Magyarország 1–6 (0–1) | Molnár Gy. 4' 57', Orth 57' 77', Híres 63' 65' ill. Abegglen 75'                                                        |
| 6. (97.)   | 1924. 05. 18. | Zürich, Sportplatz Förlibuck             | 20 000   | barátságos           | Svájc–Magyarország 4–2 (0–1) | Braun 66', Opata 72' ill. Abegglen 20', Sturzenegger 32', Ehrenbolger 47', Pollitz 54'                                  |
| 7. (105.)  | 1925. 03. 25. | Budapest, Hungária körúti stadion        | 32 000   | barátságos           | Magyarország–Svájc 5–0 (2–0) | Takács J. 14', Molnár Gy. 43' 79' (11-esből), Jeny 84' 87'                                                              |
| 8. (134.)  | 1928. 11. 01. | Budapest, Üllői-úti pálya                | 20 000   | Európa-kupa 1927–30  | Magyarország–Svájc 3–1 (1–0) | Turay 36', Híres 49', Ströck 53' ill. Weiler II. 78' (11-esből)                                                         |
| 9. (136.)  | 1929. 04. 14. | Bern, Wankdorf stadion                   | 19 000   | Európa-kupa 1927–30  | Svájc–Magyarország 4–5 (2–1) | Wildmer 8', Takács J. 51' 76', Toldi 56', Híres 73' ill. Weiler I. 2', Abegglen III. 26' 66', Abegglen II. 78'          |
| 10. (105.) | 1930. 04. 13. | Bázel, Sportanlage Rankhof               | 20 000   | barátságos           | Magyarország–Svájc 2–2 (1–1) | Toldi 37' 63' ill. Baumeister 7', Ramseyer I. 65' (11-esből)                                                            |
| 11. (149.) | 1931. 04. 12. | Budapest, Hungária körúti stadion        | 25 000   | Európa-kupa 1931–32  | Magyarország–Svájc 6–2 (2–2) | Avar 3' 71' 87', P. Szabó 35', Kalmár 75', Táncos 76' ill. Abegglen III. 4' 8'                                          |
| 12. (160.) | 1932. 06. 19. | Bern, Wankdorf stadion                   | 16 000   | Európa-kupa 1931–32  | Svájc–Magyarország 3–1 (0–0) | Weiler I. 79' ill. Känel 47', Passello 64', Abegglen III. 81'                                                           |
| 13. (170.) | 1933. 09. 17. | Budapest, Hungária körúti stadion        | 17 000   | Európa-kupa 1933–35  | Magyarország–Svájc 3–0 (1–0) | Avar 7' 77', Minelli 66'                                                                                                |
| 14. (184.) | 1935. 04. 14. | Zürich, Hardturm stadion                 | 25 000   | Európa-kupa 1933–35  | Svájc–Magyarország 6–2 (4–0) | Cseh 59' 72' (11-esből) ill. Jäck 8', Kielholz 21' 35' 571', Abegglen III. 40' 63'                                      |
| 15. (189.) | 1935. 11. 10. | Budapest, Üllői-úti pálya                | 16 000   | barátságos           | Magyarország–Svájc 6–1 (3–0) | Cseh 21', Toldi 39', Vincze 44' 90', Sárosi 66' 82' ill. Abegglen III. 72'                                              |
| —          | 1935. 11. 27. | Zürich, Hardturm stadion                 | 3 000    | nem hivatalos        | Magyarország–Svájc 5–2       | Cseh 24' , Toldi , Sárosi ill. Kielholz                                                                                 |
| 16. (200.) | 1937. 04. 11. | Bázel, Sportanlage Rankhof               | 22 000   | Európa-kupa 1936–38  | Svájc–Magyarország 1–5 (0–2) | Sárosi 26', Zsengellér 41' 59' 70', Dudás 77' ill. Aeby 58'                                                             |
| 17. (206.) | 1937. 11. 14. | Budapest, Üllői-úti pálya                | 10 000   | Európa-kupa 1936–38  | Magyarország–Svájc 2–0 (1–0) | Sárosi 3', Toldi 74' |
| 18. (212.) | 1938. 06. 12. | Lille, Stade Victor Boucquey             | 14 000   | vb 1938, negyeddöntő | Magyarország–Svájc 2–0 (1–0) | Sárosi 43', Zsengellér 90'                                                                                              |
| 19. (219.) | 1939. 04. 02. | Zürich, Hardturm stadion                 | 22 000   | barátságos           | Svájc–Magyarország 3–1 (1–0) | Déri 54' ill. Aeby 43' 74', Walaschek 80'                                                                               |
| 20. (226.) | 1940. 03. 31. | Budapest, Üllői-úti pálya                | 32 000   | barátságos           | Magyarország–Svájc 3–0 (2–0) | Sárosi 25' 63', Sütő 32'                                                                                                |
| 21. (236.) | 1941. 11. 16. | Zürich, Hardturm stadion                 | 24 000   | barátságos           | Svájc–Magyarország 1–2 (0–1) | Kovács Miklós 45', Olajkár 74' ill. Monnard 77'                                                                         |
| 22. (239.) | 1942. 11. 01. | Budapest, Üllői-úti pálya                | 35 000   | barátságos           | Magyarország–Svájc 3–0 (1–0) | Bodola 31', Németh 73', Tóth Mátyás 79'                                                                                 |
| 23. (240.) | 1943. 05. 16. | Genf, Stade des Charmilles               | 25 000   | barátságos           | Svájc–Magyarország 1–3 (1–3) | Bodola 32', 43', Zsengellér 32' ill. Monnard 16'                                                                        |
| 24. (258.) | 1948. 04. 22. | Budapest, Üllői-úti pálya                | 32 000   | Európa-kupa 1948-53  | Magyarország–Svájc 7–4 (3–3) | Puskás 1' 88', Deák 36' 76', Gőcze 42', Egresi 74', Szusza 86' ill. Lusenti 5', Amadò 30', Maillard II. 31', Tamini 87' |
| 25. (294.) | 1952. 09. 20. | Bern, Wankdorf stadion                   | 30 000   | Európa-kupa 1948-53  | Svájc–Magyarország 2–4 (2–2) | Puskás 36' 45', Kocsis 56', Hidegkuti 74' ill. Hügi II. 5', Fatton 11'                                                  |
| 26. (314.) | 1954. 10. 10. | Budapest, Népstadion                     | 94 000   | barátságos           | Magyarország–Svájc 3–0 (2–0) | Kocsis 19' 32', Bozsik 83'                                                                                              |
| 27. (324.) | 1955. 09. 17. | Lausanne, Stade Olympique de la Pontaise | 40 000   | Európa-kupa 1955-59  | Svájc–Magyarország 4–5 (2–3) | Machos 20' 22', Kocsis 26', Puskás 57' 85' (11-esből) ill. Vonlanthen II. 16' 43', Antenen 64' 73'                      |
| 28. (365.) | 1959. 10. 25. | Budapest, Népstadion                     | 70 000   | Európa-kupa 1955-59  | Magyarország–Svájc 8–0 (6–0) | Göröcs 1' 79', Tichy 19' 28' 35' 66', Sándor 22', Albert 27'                                                            |
| 29. (412.) | 1964. 10. 04. | Bern, Wankdorf stadion                   | 33 000   | barátságos           | Svájc–Magyarország 0–2 (1–3) | Albert 39' 84' |
| 30. (423.) | 1966. 06. 05. | Budapest, Népstadion                     | 35 000   | barátságos           | Magyarország–Svájc 3–1 (2–0) | Farkas 44', Bene 45' 65'                                                                                                |
| 31. (454.) | 1970. 11. 15. | Bázel, St. Jakob stadion                 | 25 000   | barátságos           | Svájc–Magyarország 0–1 (0–0) | Fazekas 82' |
| 32. (491.) | 1974. 12. 04. | Szolnok, Tiszaligeti stadion             | 20 000   | barátságos           | Magyarország–Svájc 1–0 (1–0) | Fazekas 42' (11-esből)                                                                                                  |
| 33. (504.) | 1976. 04. 30. | Lausanne, Stade Olympique de la Pontaise | 10 000   | barátságos           | Svájc–Magyarország 0–1 (0–1) | Fazekas 43' |
| 34. (554.) | 1981. 04. 28. | Luzern, Allmend stadion                  | 17 000   | vb selejtező         | Svájc–Magyarország 2–2 (1–1) | Bálint 45', Müller 64' (11-esből) ill. Sulser 31' 47'                                                                   |
| 35. (559.) | 1981. 10. 14. | Budapest, Népstadion                     | 65 000   | vb selejtező         | Magyarország–Svájc 3–0 (1–0) | Nyilasi 23' 50', Fazekas 59'                                                                                            |
| 36. (587.) | 1984. 08. 22. | Budapest, Népstadion                     | 12 000   | barátságos           | Magyarország–Svájc 3–0 (0–0) | Esterházy 71' 83', Bodonyi 87'                                                                                          |
| 37. (631.) | 1989. 04. 04. | Budapest, Népstadion                     | 8 000    | barátságos           | Magyarország–Svájc 3–0 (2–0) | Détári 22', Kovács Ervin 36', Bognár 74'                                                                                |
| 38. (681.) | 1994. 03. 09. | Budapest, Népstadion                     | 7 000    | barátságos           | Magyarország–Svájc 1–2 (0–2) | Eszenyi 75' ill. Sforza 10', Subiat 32'                                                                                 |
| 39. (694.) | 1995. 03. 29. | Budapest, Népstadion                     | 13 000   | EB selejtező         | Magyarország–Svájc 2–2 (0–0) | Kiprich 50', Illés 72' ill. Subiat 73' 85'                                                                              |
| 40. (699.) | 1995. 10. 11. | Zürich, Hardturm stadion                 | 20 000   | EB selejtező         | Svájc–Magyarország 3–0 (1–0) | Türkyilmaz 23', Sforza 56', Ohrel 88'                                                                                   |
| 41. (711.) | 1997. 04. 30. | Zürich, Hardturm stadion                 | 17 300   | vb selejtező         | Svájc–Magyarország 1–0 (0–0) | Türkyilmaz 83' |
| 42. (714.) | 1997. 08. 20. | Budapest, Népstadion                     | 40 000   | vb selejtező         | Magyarország–Svájc 1–1 (0–0) | Klausz 53' ill. Chapuisat 90'                                                                                           |
| 43. (728.) | 1998. 11. 18. | Budapest, Üllői úti stadion              | 2 849    | barátságos           | Magyarország–Svájc 2–0 (2–0) | Korsós 1', Sebők 7' |
| 44. (760.) | 2002. 02. 13. | Limassol, Tsirion stadion                | 100      | barátságos           | Magyarország–Svájc 1–2 (0–0) | Gyepes 82' ill. Magnin 53', Yakin 56'                                                                                   |
| 45. (911.) | 2016. 10. 07. | Budapest, Groupama Aréna                 | 22 000   | vb-selejtező         | Magyarország–Svájc 2–3 (0–0) | Szalai 53' 71' ill. Seferović 51', Rodríguez 67', Stocker 88'                                                           |
| 46. (920.) | 2017. 10. 07. | Bázel, St. Jakob-Park                    | 32 018   | vb-selejtező         | Svájc–Magyarország 5–2 (3–0) | Guzmics 54', Ugrai 89' ill. Xhaka 18', Frei 20', Zuber 42' 49', Lichtsteiner 83'                                        |

## A selejtezőcsoport állása a mérkőzés után
További mérkőzések a fordulóban
| 2016. október 7. | Lettország | 0–2 | Feröer  |
| 2016. október 7. | Portugália | 6–0 | Andorra |

| Hely. | Csapat       | M | Gy | D | V | G+ | G– | Gk | P | Továbbjutás                      |
| ----- | ------------ | - | -- | - | - | -- | -- | -- | - | -------------------------------- |
| 1.    | Svájc        | 2 | 2  | 0 | 0 | 5  | 2  | +3 | 6 | Kijut a 2018-as világbajnokságra |
| 2.    | Feröer       | 2 | 1  | 1 | 0 | 2  | 0  | +2 | 4 | Lehetséges pótselejtező          |
| 3.    | Portugália   | 2 | 1  | 0 | 1 | 6  | 2  | +4 | 3 |                                  |
| 4.    | Lettország   | 2 | 1  | 0 | 1 | 1  | 2  | −1 | 3 |                                  |
| 5.    | Magyarország | 2 | 0  | 1 | 1 | 2  | 3  | −1 | 1 |                                  |
| 6.    | Andorra      | 2 | 0  | 0 | 2 | 0  | 7  | −7 | 0 |                                  |

1. ↑  A nyolc legjobb csoportmásodik pótselejtezőt játszik. A kilencedik csoportmásodik kiesik.